# Dicerandra
Dicerandra je rod cvjetnica s 6 vrsta jednogodišnjeg raslinja i polugrmova iz porodice Lamiaceae. Rod je raširen po jugoistoku Sjeverne Amerike, uglavnom Florida, jedna je endemska za Georgiju. Na svom autohtonom području rod je poznat pod narodnim imenom “balm” . 
Sve višegodišnje vrste roda Dicerandra na Floridi rijetke su i ugrožene vrste. Čini se da su blisko povezane i formiraju hibridne rojeve ako se uzgajaju u zajedničkom vrtu. Kako bi se zaštitila genetska čistoća ovih rijetkih biljaka, ne preporućuje ih se uzgajati.
Opisan je 1830. Tipična je Dicerandra linearis Benth., sinonim za Dicerandra linearifolia

## Vrste
1. Dicerandra densiflora Benth.
2. Dicerandra frutescens Shinners
3. Dicerandra fumella Huck
4. Dicerandra linearifolia (Elliott) Benth.
5. Dicerandra odaratissima R.M.Harper
6. Dicerandra radfordiana Huck

## Sinonimi
- Ceranthera Elliott; Sketch Bot. S. Carolina 2: 93 (1821), nom. illeg.